# 제이슨 블럼
제이슨 블럼(영어: Jason Blum, 1969년 7월 2일 ~ )은 미국의 영화 제작자이자, 영화·텔레비전 프로덕션사 블럼하우스 프로덕션스의 창립자이자 최고 경영자이다.

## 작품 목록

### 제작
- 겟 아웃
- 트루스 오어 데어
- 헌트